# Emil Wiechert
Johann Emil Wiechert (Tilsit, 26 dicembre 1861 – Gottinga, 19 marzo 1928) è stato un fisico tedesco.
Docente all'università di Gottinga dal 1898, propose nel 1897 un modello geofisico che supponeva la Terra divisa internamente in nucleo e mantello, quest'ultimo di densità variabile.
Individuò quindi la discontinuità di Wiechert, che avrebbe dovuto trovarsi a 1300 km di profondità; fu successivamente calcolato (1915) che tale discontinuità, passata alla Storia col nome di Discontinuità di Gutemberg, si trova a circa 2900 km.